# Kick Smit
Johannes Chrishostomus „Kick“ Smit (3. listopadu 1911 – 1. července 1974) byl nizozemský fotbalista, který hrál jako útočník. Celou svou klubovou kariéru odehrál za HFC Haarlem, za který hrál v letech 1928–1949. V letech 1934–1946 hrál za reprezentaci, za kterou odehrál 29 zápasů a vstřelil 26 gólů. Zúčastnil se mistrovství světa ve fotbale v letech 1934 a 1938, 27. května 1934 vstřelil proti Švýcarsku první gól Nizozemska v historii mistrovství světa. Po konci kariéry se stal trenérem, trénoval Haarlem (1950–1956 a 1965–1966) a AZ Alkmaar (1956–1958). S Abem Lenstrou a Faasem Wilkesem se stal předlohou pro postavičku Kick Wilstra.